# 패들렛
패들렛 (구 Wallwisher)은 샌프란시스코, 캘리포니아 및 싱가포르에 기반을 둔 교육공학 스타트업 컴퍼니이다. 패들렛은 사용자가 "패들렛"이라는 가상 게시판에 콘텐츠를 업로드, 구성 및 공유할 수 있는 실시간 협업 웹 플랫폼을 호스팅하는 클라우드 기반 서비스형 소프트웨어를 제공한다.

## 역사
원래 이름이 Wallwisher인 이 회사는 인도의 두 친구인 Nitesh Goel과 Pranav Piyush가 2008년에 시작했으며 2012년 스타트업 액셀러레이터인 Start-Up Chile의 자금으로 통합되었다. 2013년 패들렛은 가속기 와이 콤비네이터와 ImagineK12의 지원을 추가로 받았다. 2020년 11월 현재 이 회사는 3 차례의 시리즈 A 펀딩을 통해 1,300만 달러 이상을 모금했다.
2018년에 회사는 무료 서비스에서 유료 가격 모델로의 갑작스러운 전환에 대해 비판을 받았다.
코로나바이러스감염증-19이 유행하는 동안 패들렛은 전 세계적으로 원격 학습으로 이용해 이용자가 증가했다. 2021년에 플랫폼은 인종차별, 음란물을 포함하여 모욕적인 콘텐츠가 학생 패들렛 계정에 게시되는 여러 사례에 대응하여 보다 강력한 콘텐츠 중재 관행을 채택했다.

## 사용
2021년 4월 기준, 패들렛은 전 세계 인터넷에서 상위 150개 사이트 내에 랭크되어 있으며 325만 명이 넘는 예상 일일 방문자가 사이트를 방문하고 있다. 패들렛은 인터페이스 디자인에서 접근성, 직관성 및 협업의 중요성을 강조했다.
패들렛은 교사들 사이에서 널리 사용된다. 교육적 도구로서의 그것의 사용은 교육 기술 및 컴퓨터에 관한 컴퓨터 기계 협회 학회 및 기술을 통한 교육 혁신에 관한 전기 전자 기술자 협회 국제 회의를 비롯한 다양한 학술 저널 및 회의에서 연구되었다.